# Let 3
Let 3 é uma banda de rock moderno de Rijeka, Croácia formada em 1987. Os membros são Damir "Mrle" Martinović (nascido a 15 de julho de 1961) e Zoran "Prlja" Prodanović (nascido a 18 de dezembro de 1964). Particularmente popular na ex-Jugoslávia, a banda é conhecida pela sua abordagem original ao rock e as apresentações obscenas ao vivo. As suas canções contêm sobretudo letras provocativas e vulgares. Representaram a Croácia no Festival Eurovisão da Canção 2023 com a música "Mama ŠČ!".

## História

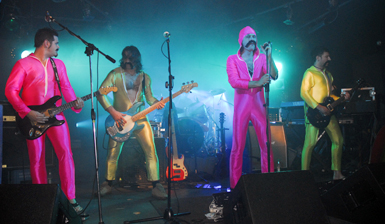
Let 3 em 2007

O Let 3 foi formado em Rijeka no final dos anos 80. A banda logo ganhou reputação pelas apresentações sem precedentes, controversas e às vezes obscenas, exemplificando a natureza ecléctica da cena musical de Rijeka. Os membros da banda expressaram apoio a causas liberais, como os direitos das mulheres e LGBT, e assumiram uma posição vocal contra a política conservadora e a Igreja Católica .

### 1997–2000:NečuvenoeJedina
Em 1997, a banda lançou o quinto álbum, intitulado Nečuveno (traduzido como "Ultrajante''). Foi distribuído em CD, mas não tinha nada gravado nele. Mesmo assim, 350 cópias do álbum foram vendidas. O seu acompanhamento Jedina ( trad. "O único" ) inicialmente tinha apenas uma cópia, que a banda se recusou a vender ou distribuir. A gravadora acabou por lançar o álbum em versões ligeiramente diferentes. Como protesto, a banda encenou um (falso) suicídio por fuzilamento na Praça Ban Jelačić em Zagreb .
No final dos anos 2000, a banda inaugurou uma estátua de quatro metros de altura intitulada Babin kurac ( trad. "Pénis da avó" ), retratando uma mulher com um bigode em forma de ferradura e um falo de um metro de comprimento. Foi exibido em várias cidades da Croácia.

### 2001–2010:Bombardiranje Srbije i Čačkae controvérsias
Em 2005, Let 3 lançou o single " Rado ide Srbin u vojnike (Pička) " ( trad. "O Sérvio inscreve-se voluntariamente no exército (Cona)"), uma brincadeira com a canção patriótica sérvia " Rado ide Srbin u vojnike ". No videoclipe da música, extras vestidos com trajes nacionais sérvios e albaneses são vistos a masturbar-se . O single apresentado no álbum de estúdio Bombardiranje Srbije i Čačka , que parodia o machismo e o militarismo balcânicos. A banda afirmou: "Queríamos criar um álbum que as pessoas aqui mais temem; ou seja, o campesinato ... e a pornografia".
Em dezembro de 2006, a banda foi sancionada pela polícia após se apresentar nua num espétaculo ao ar livre em Varaždin . A defesa da banda defendeu que eles não estavam nus porque tinham rolhas no ânus não convenceu o juiz; o tribunal considerou-os culpados e multou cada membro kn 350 ( €  ). A 14 de dezembro de 2008, o talk show em direto Nedjeljom u dva terminou cedo, depois que dois membros da banda simularam a ejeção de uma rolha de seus retos.

### 2023:Dorae Festival Eurovisão da Canção
A 9 de dezembro de 2022, Let 3 foi anunciado como um dos dezoito participantes do Dora 2023 , a seleção nacional croata para o Festival Eurovisão da Canção 2023, com a música " Mama ŠČ! " . Para a apresentação, eles juntaram-se ao artista Žanil Tataj Žak como o personagem " Njinle " (que significa ' Lênin ' em Šatrovački ). Eles venceram a competição a 11 de fevereiro de 2023 com um total de 279 pontos, ganhando assim o direito de representar a Croácia no Festival Eurovisão da Canção 2023 em Liverpool, Reino Unido.

## Membros da banda

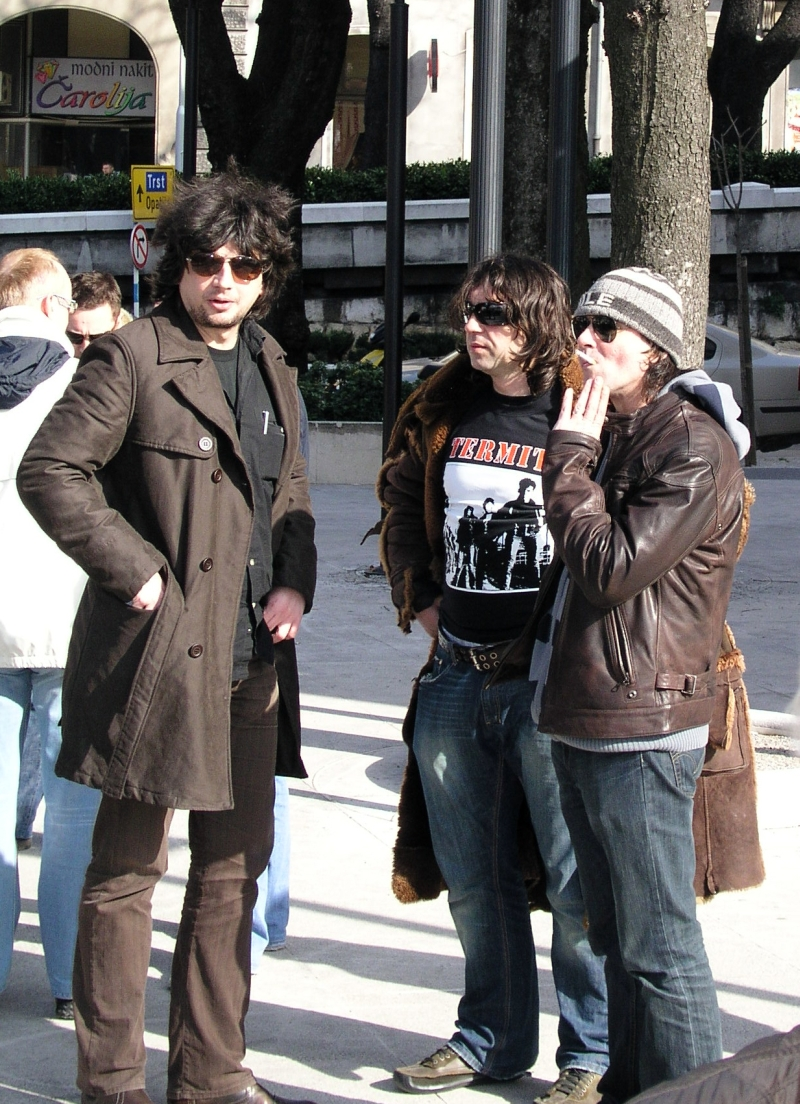
Mrle (centro) e Prlja (direita) em Rijeka em 2008

### Membros atuais
- Damir Martinović (Mrle) – baixo, efeitos, vocais
- Zoran Prodanović (Prlja) – vocais
- Ivan Bojčić (Bin) – bateria
- Dražen Baljak (Baljak) – guitarra, mandolin
- Matej Zec (Knki) – guitarra, backing tracks

### Membros antigos
- Branko Kovačić (Husta) – bateria, percussão
- Kornelije Đuras (Korni) – teclados, samples
- Ivan Šarar (Faf) – teclados, programação, amostras
- Ivica Dražić (Miki) – guitarra, vocais
- Nenad Tubin – bateria, vocais
- Igor Perović (Gigi) – guitarra
- Zoran Klasić (Klas) – guitarra, vocais
- Orijen Modrušan – guitarra
- Alen Tibljaš – bateria
- Marko Bradaschia – bateria
- Dean Benzia – bateria
- Siniša Banović – bateria
- Ljubomir Silić – baixo
- Raoul Varljen – teclados

## Discografia

### Álbuns de estúdio
- 1989 - Two Dogs Fuckin'
- 1991 – El Desperado
- 1994 – Peace
- 1996 – Živi kurac ( trad. 'Live cock' )
- 1997 – Nečuveno ( trad. 'Unheard-of' )
- 2000 – Jedina ( trad. 'The only one' )
- 2005 – Bombardiranje Srbije i Čačka ( trad. 'Bombardment of Serbia and Čačak' )
- 2008 – Živa pička ( trad. 'Live cunt' )
- 2013 – Kurcem do vjere / Obrigado, Senhor ( trad. 'Faith by dick' )
- 2016 – Angela Merkel sere ( trad. 'Angela Merkel shits' )

| Ano  | Associação    | Categoria                                                                           | Nomeado / trabalho | Resultado | Ref. |
| ---- | ------------- | ----------------------------------------------------------------------------------- | --- | --------- | ---- |
| 1997 | Prêmio Porin  | Melhor Composição Vocal ou Instrumental Original para Teatro, Cinema e/ou Televisão | Venceu | [ 17 ]    |      |
| 2001 | Prêmio Porin  | Melhor Álbum Alternativo                                                            | Venceu | [ 18 ]    |      |
| 2001 | Crni Mačak    | Melhor Intérprete                                                                   | Venceu | [ 19 ]    |      |
| 2001 | Crni Mačak    | Canção do Ano                                                                       | Venceu | [ 19 ]    |      |
| 2006 | Zlatna Koogla | Álbum do Ano                                                                        | Venceu | [ 20 ]    |      |
| 2006 | Zlatna Koogla | Banda do Ano                                                                        | Venceu | [ 20 ]    |      |
| 2006 | Zlatna Koogla | Venceu                                                                              | Venceu | [ 20 ]    |      |
| 2006 | Zlatna Koogla | Melhor Vídeo Musical                                                                | Venceu | [ 20 ]    |      |
| 2006 | Zlatna Koogla | Produtor do Ano                                                                     | Venceu | [ 20 ]    |      |
| 2006 | Zlatna Koogla | Melhor Design de Álbum                                                              | Bombardiranje Srbije i Čačka style="text-align:center;background: #ddffdd;vertical-align: middle; {{{style}}}" class="table-yes2"\| Venceu | [ 20 ]    |      |
| 2006 | Prêmio Porin  | Venceu                                                                              | Bombardiranje Srbije i Čačka style="text-align:center;background: #ddffdd;vertical-align: middle; {{{style}}}" class="table-yes2"\| Venceu | [ 21 ]    |      |
| 2006 | Prêmio Porin  | Melhor Vídeo Musical                                                                | Venceu | [ 21 ]    |      |